# Luigi Giorgi (incisore)
Luigi Giorgi, o Evaristo Luigi Giorgi, (Lucca, 1848 – Roma, 20 agosto 1912), è stato un orafo, incisore, medaglista e fine cesellatore italiano.
Fu capo incisore della Regia Zecca di Roma e il primo direttore-docente della Scuola dell'arte della Medaglia.

## Lavori
Sua la medaglia ufficiale dell'VIII centenario dell'Università di Bologna, incisa nel 1888.
Il suo nome compare sulla monete d'oro da 100 lire coniate nel 1910-1912 e riemesse per i collezionisti nel 1926-27, da 50 lire "aratrice" del 1910-12 e "Cinquantenario" del 1911 per l'anniversario dell'Unità d'Italia. Le altre sue monete d'oro sono quelle da 20 e 10 lire del 1912, entrambe con lo stesso tipo "aratrice" di quelle da 50 lire.
Incise le monete in argento emesse dal 1908 al 1913 da 1 lira e 2 lire (la quadriga veloce del rovescio).
È anche l'autore delle monete in argento da 2 e da 5 lire emesse nel 1911 per il 50º anniversario dell'Unità d'Italia.
Incise anche i conii per le monete di bronzo dello stesso periodo e quelle coniate, in bese per la Somalia, allora colonia italiana.
Ha anche inciso un conio per la Cina, con il ritratto di Yuan Shikai. Questa moneta è stata incisa da Luigi Giorgi "omonimo" (1880-1954) che è stato in Cina presso la zecca di Tientsin dal 1910 al 1919.